# Краснофлотське (Калінінградська область)
Краснофлотське (рос. Краснофлотское) — селище Зеленоградського району, Калінінградської області Росії. Входить до складу Ковровського сільського поселення.
Населення — 323 особи (2015 рік).

## Населення
| 2002 | 2010 |
| ---- | ---- |
| 318  | ↗323 |